# Baltische Beker 1929
De Baltische Beker van 1929 was de 2e editie van de Baltische Beker. Het toernooi werd gehouden van 14 tot en met 16 augustus in Riga, Letland. Estland werd kampioen.

## Eindstand
| Team     | Gsp | W | G | V | DV | DT | DS | Ptn |
| -------- | --- | - | - | - | -- | -- | -- | --- |
| Estland  | 2   | 1 | 1 | 0 | 7  | 4  | +3 | 3   |
| Letland  | 2   | 1 | 1 | 0 | 5  | 3  | +2 | 3   |
| Litouwen | 2   | 0 | 0 | 2 | 3  | 8  | –5 | 0   |

## Wedstrijden
|                                                  |                               |       |                        |                                                                           |
| 14 augustus «onderlinge duels» 18:00 uur (UTC+2) | Letland                       | 3 – 1 | Litouwen               | LSB stadions, Riga Toeschouwers: 2.000 Scheidsrechter: Peco Bauwens (GER) |
| 14 augustus «onderlinge duels» 18:00 uur (UTC+2) | Vladimirs Plade 51', 68', 86' |       | 89' Stepas Chmelevskis | LSB stadions, Riga Toeschouwers: 2.000 Scheidsrechter: Peco Bauwens (GER) |

|                                              | |       |                                                |                                                                            |
| 15 augustus «onderlinge duels» 19:00 (UTC+2) | Estland                                                                                             | 5 – 2 | Litouwen                                       | LSB stadions, Riga Toeschouwers: 2.000 Scheidsrechter: Peter Bauwens (GER) |
| 15 augustus «onderlinge duels» 19:00 (UTC+2) | Eugen Einman 16' Arnold Pihlak 32' Eugen Einman 59' Eduard Ellman-Eelma 75' Eduard Ellman-Eelma 85' |       | 26' Stepas Chmelevskis 35' Ricardas Rutkauskas | LSB stadions, Riga Toeschouwers: 2.000 Scheidsrechter: Peter Bauwens (GER) |

|                                              |                                            |       |                                   |                                                                            |
| 16 augustus «onderlinge duels» 18:00 (UTC+2) | Estland                                    | 2 – 2 | Litouwen                          | LSB stadions, Riga Toeschouwers: 4.000 Scheidsrechter: Peter Bauwens (GER) |
| 16 augustus «onderlinge duels» 18:00 (UTC+2) | Aleksandrs Priede 27' Arkādijs Pavlovs 63' |       | 9' Eugen Einmann 29' Eduard Eelma | LSB stadions, Riga Toeschouwers: 4.000 Scheidsrechter: Peter Bauwens (GER) |

## Kampioen
| Kampioen 1929    |
| ---------------- |
| Estland 1e titel |